# 2000 en informatique
1999 en informatique - 2000 - 2001 en informatique
Cet article présente les principaux évènements de l'an 2000 en informatique.

## Événements
- Passage informatique à l'an 2000
- À partir de mars 2000: éclatement de la Bulle internet
- Microsoft dévoile Windows 2000

## Standards
- Démarrage des projets UDDI et ebXML.

## Technologie
- Premiers processeurs à 1 GHz par Intel et AMD
- Apple sort le PowerMac G4 Cube

## Entreprises
- Fusion d'AOL et de Time Warner
- Rachat de 3dfx par NVIDIA le vendredi 15 décembre 2000.

## Informatique théorique
- Invention des CAPTCHA par Manuel Blum, Luis von Ahn, Nicholas Hopper et John Langford

## Années 2000 en informatique
- Plusieurs fonderies mettent en œuvre des lignes de production avec wafer de 30 cm de diamètre[1].